# RNF Racing
RNF Racing è stata una squadra motociclistica malese che ha corso nel motomondiale. Conosciuto fino al 2021 con la denominazione di Sepang Racing.

## Storia

### Moto2
La squadra ha esordito nel 2014 in Moto2 con la denominazione di Caterham Moto2 con una Caterham Suter come motocicletta, terminando la stagione al terzo posto nella classifica costruttori. In particolare Johann Zarco chiude sesto in classifica piloti conquistando quattro piazzamenti a podio. Il team torna a disputare questa categoria nel 2018 mettendo in pista un'unica Kalex Moto2 schierando come pilota il malese Zulfahmi Khairuddin (che viene poi sostituito a stagione in corso da Niki Tuuli). Nel 2019 l'unica Kalex è affidata al malese Khairul Idham Pawi che è costretto a saltare nove Gran Premi a causa della frattura del mignolo della mano destra e del polso destro rimediate nelle prove libere del Gran Premio di Spagna. In queste gare viene sostituito da Mattia Pasini e Jonas Folger. A partite dal Gran Premio di Misano Adam Norrodin subentra come pilota titolare fino al termine della stagione. Nel 2020 i piloti titolari sono Jake Dixon e Xavi Vierge, il team chiude al decimo posto in classifica a squadre. Nel 2021 viene confermata la coppia di piloti della stagione precedente. L'unico podio in categoria lo ottiene Vierge al Gran Premio di Catalogna. Il campionato si conclude all'ottavo posto in classifica a squadre.

### Moto3
Nel 2015 il team cambia nome in SIC Racing ed esordisce in Moto3 con delle KTM RC 250 GP, Jakub Kornfeil  e Zulfahmi Khairuddin sono i piloti titolari. Kornfeil ottiene due piazzamenti a podio. Nel 2016 viene riconfermato Kornfeil e viene ingaggiato Adam Norrodin. Da questa stagione il team corre con delle Honda NSF250R e, in occasione del Gran Premio di Malesia, taglia il traguardo al secondo posto con Kornfeil. Nel 2017 Norrodin viene confermato e gli viene affiancato Ayumu Sasaki che sostituisce Kornfeil. Inoltre nel GP Malesia 2017 viene schierato Kasma Daniel Kasmayudin come wild card, che colleziona un ritiro. Nel 2018, vengono riconfermati entrambi i piloti del 2017, con Norrodin che viene però sostituito da Izam Ikmal in occasione dell'ultimo GP stagionale. Nel 2019 la coppia di piloti titolari è composta dal confermato Sasaki e da John McPhee che, in occasione del Gran Premio di Francia, ottiene la prima vittoria per il team nel contesto del Motomondiale. Nel 2020 al confermato McPhee viene affiancato il malese Khairul Idham Pawi. La stagione si chiude all'ottavo posto in classifica a squadre. Nel 2021 viene nuovamente confermato McPhee e al suo fianco corre Darryn Binder. Entrambi i piloti riescono a salire almeno una volta sul podio portando il team al quinto posto in classifica a squadre.

### MotoGP

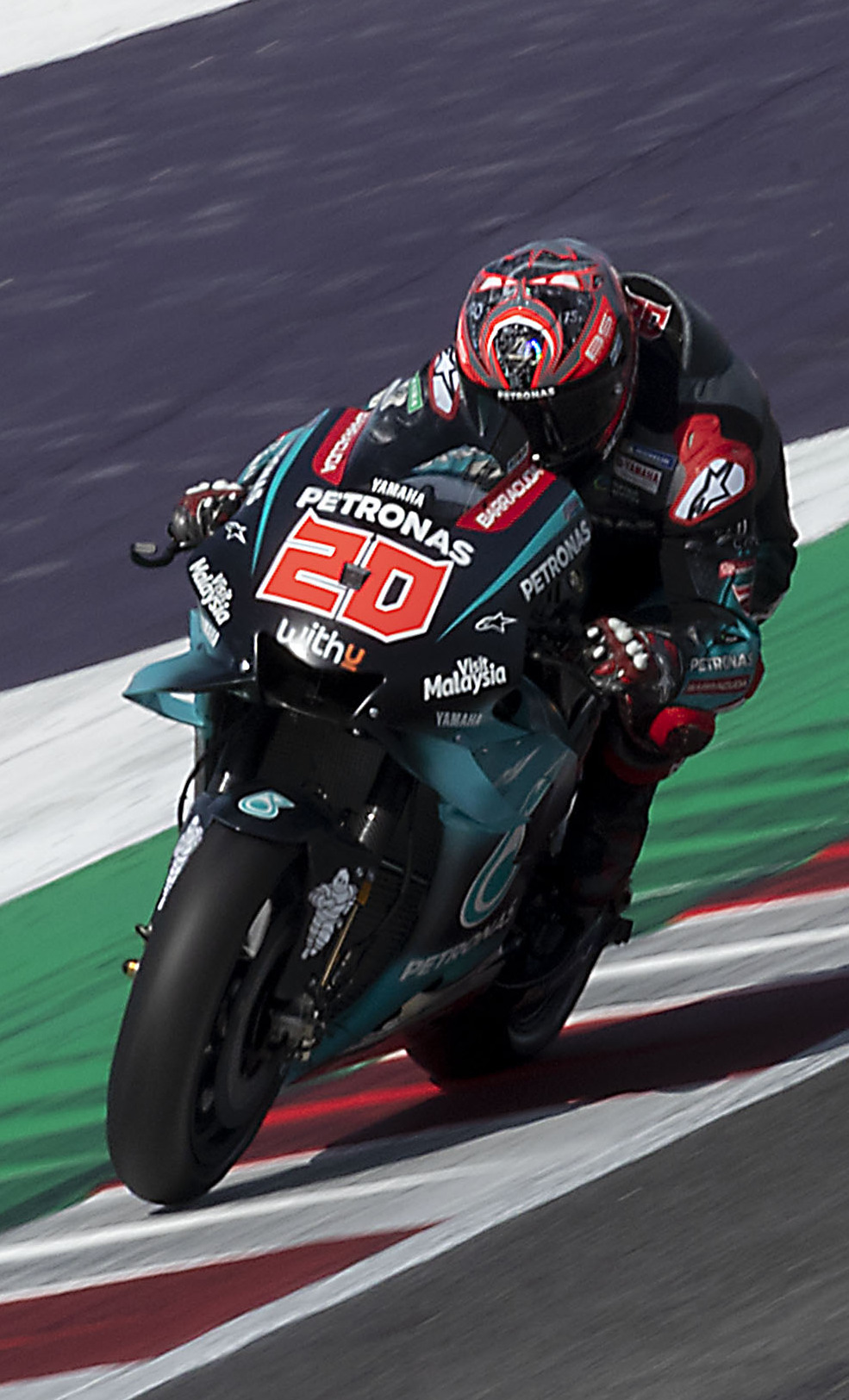
Fabio Quartararo in sella alla YZR-M1 del team Petronas Yamaha SRT al Gran Premio di San Marino e della Riviera di Rimini 2019.

Nel 2019 il team malese debutta in MotoGP con delle Yamaha YZR-M1 schierando come piloti Franco Morbidelli, campione 2017 della Moto2 e Fabio Quartararo. Morbidelli chiude al decimo posto in classifica piloti con 115 punti mentre Quartararo ottiene il titolo di miglior esordiente conquistando diversi piazzamenti a podio e pole position. Nel 2020 SIC Racing si schiera con gli stessi piloti della stagione precedente che conquistano tre Gran Premi ciascuno consentendogli di chiudere al secondo posto in classifica a squadre.
Dal 2021 i piloti sono il nuovamente confermato Morbidelli e Valentino Rossi, che arriva dal team Yamaha Factory in sostituzione di Quartararo che ha fatto il percorso inverso. Morbidelli ottiene l'unico podio stagionale per il team in questa classe al Gran Premio di Jerez prima di un lungo infortunio e del definitivo passaggio al team Yamaha Racing in sostituzione di Maverick Viñales. Morbidelli viene sostituito a turno da Garrett Gerloff, Cal Crutchlow e Jake Dixon prima di ingaggiare il sostituto definitivoː Andrea Dovizioso. La stagione, che vede l'addio alle corse di Valentino Rossi, si conclude al decimo posto in classifica a squadre. Nel 2022 al confermato Dovizioso viene affiancato l'esordiente Darryn Binder, proveniente dalla Moto3. Dovizioso, alla vigilia del Gran Premio di Gran Bretagna, annuncia il ritiro dalle competizioni motociclistiche a termine del Gran Premio di San Marino. Il suo posto in squadra, per le ultime sei gare stagionali, viene preso da Cal Crutchlow. Il campionato si conclude all'undicesimo posto in classifica a squadre.
Nel 2023 il team RNF cambia moto: infatti, in occasione del Gran Premio motociclistico d'Italia 2022, il team malese annuncia l'accordo con Aprilia a partire dalla stagione successiva, mettendo quindi fine alla collaborazione con Yamaha dopo quattro stagioni. In team guidato da Razali diventa quindi il primo team clienti della casa di Noale nella storia della MotoGP e cambia entrambi i piloti: sono il portoghese Miguel Oliveira e lo spagnolo Raúl Fernández (provenienti entrambi da KTM) a sostituire i partenti Crutchlow (rimasto in Yamaha come collaudatore) e Binder (passato alla Moto2). Entrambi i piloti conquistano qualche piazzamento a ridosso del podio e il campionato si conclude all'ottavo posto nella classifica a squadre.

### MotoE
Il team, con la denominazione di One Energy Racing, prende parte alla stagione inaugurale della Coppa del Mondo di MotoE: il 2019. Viene messa in pista un'unica Energica Ego affidata a Bradley Smith. L'inglese disputa una stagione regolare: raccoglie sempre punti e il podio in quattro gare su sei andando a chiudere secondo in classifica piloti. Nel 2020 assunse il nome di WhithU Motorsport. In questa stagione a sostituire Smith, chiamato a guidare l'Aprilia MotoGP di Andrea Iannone, è Jakub Kornfeil che chiude al diciottesimo posto in classifica.
Nel campionato 2021 la squadra tornò ad adottare il nome One Energy Racing già utilizzato nel 2019. Venne ingaggiato il pilota brasiliano Eric Granado. Nel GP di Francia con Granado, la squadra ottenne la prima vittoria nella classe elettrica. Granado vince ancora ad Assen e termina la stagione al quarto posto in classifica. Nel 2022 il team si schiera con la coppia di piloti composta da Niccolò Canepa e Bradley Smith, quest'ultimo costretto a saltare gran parte della stagione per un infortunio rimediato in una gara endurance venendo sostituito da Andrea Mantovani e Lukas Tulovic. La stagione si conclude con Canepa al settimo posto in classifica (con un podio conquistato in Francia) e Smith diciottesimo. Nel 2023 il team cambia entrambi i pilotiː schiera infatti l'esordiente Mika Pérez e Andrea Mantovani. Pérez chiude quindicesimo mentre Mantovani, autore di due vittorie, chiude all'ottavo posto. La prima edizione della classifica a squadre vede RNF chiudere al settimo posto.

## Risultati in MotoGP
I punti e il risultato finale sono la somma dei punti ottenuti da entrambi i piloti (diversamente dalla classifica costruttori) e il risultato finale si riferisce al team e non al costruttore.
| Anno | Moto          | Gomme | Piloti            |    |     |   |     |   |     |     |   |     |     |    |     |   |     |   |   |     |   |     |  | Punti | Pos. |
| ---- | ------------- | ----- | ----------------- | -- | --- | - | --- | - | --- | --- | - | --- | --- | -- | --- | - | --- | - | - | --- | - | --- |  | ----- | ---- |
| 2019 | Yamaha YZR-M1 | M     | Franco Morbidelli | 11 | Rit | 5 | 7   | 7 | Rit | Rit | 5 | 9   | Rit | 10 | 5   | 5 | Rit | 6 | 6 | 11  | 6 | Rit |  | 307   | 4º   |
| 2019 | Yamaha YZR-M1 | M     | Fabio Quartararo  | 16 | 8   | 7 | Rit | 8 | 10  | 2   | 3 | Rit | 7   | 3  | Rit | 2 | 5   | 2 | 2 | Rit | 7 | 2   |  | 307   | 4º   |

| Anno | Moto          | Gomme | Piloti            |    |   |     |   |     |    |     |   |   |     |    |   |    |     |    |  |  |  |  |  | Punti | Pos. |
| ---- | ------------- | ----- | ----------------- | -- | - | --- | - | --- | -- | --- | - | - | --- | -- | - | -- | --- | -- |  |  |  |  |  | ----- | ---- |
| 2020 | Yamaha YZR-M1 | M     | Fabio Quartararo  | NE | 1 | 1   | 7 | 8   | 13 | Rit | 4 | 1 | 9   | 18 | 8 | 14 | Rit | 14 |  |  |  |  |  | 248   | 2º   |
| 2020 | Yamaha YZR-M1 | M     | Franco Morbidelli | NE | 5 | Rit | 2 | Rit | 15 | 1   | 9 | 4 | Rit | 6  | 1 | 11 | 1   | 3  |  |  |  |  |  | 248   | 2º   |

| Anno | Moto          | Gomme | Piloti            |    |    |     |    |    |    |     |    |     |     |     |     |     |    |    |    |    |    |  |  | Punti | Pos. |
| ---- | ------------- | ----- | ----------------- | -- | -- | --- | -- | -- | -- | --- | -- | --- | --- | --- | --- | --- | -- | -- | -- | -- | -- |  |  | ----- | ---- |
| 2021 | Yamaha YZR-M1 | M     | Franco Morbidelli | 18 | 12 | 4   | 3  | 16 | 16 | 9   | 18 | Inf | Inf | Inf | Inf | Inf |    |    |    |    |    |  |  | 96    | 10º  |
| 2021 | Yamaha YZR-M1 | M     | Garrett Gerloff   |    |    |     |    |    |    |     |    | 17  |     |     |     |     |    |    |    |    |    |  |  | 96    | 10º  |
| 2021 | Yamaha YZR-M1 | M     | Cal Crutchlow     |    |    |     |    |    |    |     |    |     | 17  | 17  |     |     |    |    |    |    |    |  |  | 96    | 10º  |
| 2021 | Yamaha YZR-M1 | M     | Jake Dixon        |    |    |     |    |    |    |     |    |     |     |     | 19  | Rit |    |    |    |    |    |  |  | 96    | 10º  |
| 2021 | Yamaha YZR-M1 | M     | Andrea Dovizioso  |    |    |     |    |    |    |     |    |     |     |     |     |     | 21 | 13 | 13 | 14 | 12 |  |  | 96    | 10º  |
| 2021 | Yamaha YZR-M1 | M     | Valentino Rossi   | 12 | 16 | Rit | 17 | 11 | 10 | Rit | 14 | Rit | 13  | 8   | 18  | 19  | 17 | 15 | 10 | 13 | 10 |  |  | 96    | 10º  |

| Anno | Moto          | Gomme | Piloti           |    |     |    |    |    |     |    |    |     |     |     |    |     |    |    |     |    |    |     |     | Punti | Pos. |
| ---- | ------------- | ----- | ---------------- | -- | --- | -- | -- | -- | --- | -- | -- | --- | --- | --- | -- | --- | -- | -- | --- | -- | -- | --- | --- | ----- | ---- |
| 2022 | Yamaha YZR-M1 | M     | Andrea Dovizioso | 14 | Rit | 20 | 15 | 11 | 17  | 16 | 20 | Rit | 14  | 16  | 16 | 15  | 12 |    |     |    |    |     |     | 37    | 11º  |
| 2022 | Yamaha YZR-M1 | M     | Darryn Binder    | 16 | 10  | 18 | 22 | 17 | Rit | 17 | 16 | 12  | Rit | Rit | 20 | Rit | 16 | 18 | Rit | 21 | 14 | Rit | Rit | 37    | 11º  |
| 2022 | Yamaha YZR-M1 | M     | Cal Crutchlow    |    |     |    |    |    |     |    |    |     |     |     |    |     |    | 14 | 15  | 19 | 13 | 12  | 16  | 37    | 11º  |

| Anno | Moto          | Gomme | Piloti           |      |     |     |      |     |     |    |     |    |     |     |   |     |    |    |    |     |     |     |     | Punti | Pos. |
| ---- | ------------- | ----- | ---------------- | ---- | --- | --- | ---- | --- | --- | -- | --- | -- | --- | --- | - | --- | -- | -- | -- | --- | --- | --- | --- | ----- | ---- |
| 2023 | Aprilia RS-GP | M     | Raúl Fernández   | Rit  | 14  | Rit | 15   | Inf | 17  | 15 | 12  | 10 | Rit | Rit | 8 | 109 | 9  | 13 | 16 | 15  | Rit | 17  | 5   | 134   | 8º   |
| 2023 | Aprilia RS-GP | M     | Miguel Oliveira  | Rit7 | Inf | 57  | Rit5 | Inf | Rit | 10 | Rit | 4  | Rit | 56  | 6 | 12  | 18 | 12 | 13 | Rit | Rit | Inf | Inf | 134   | 8º   |
| 2023 | Aprilia RS-GP | M     | Lorenzo Savadori |      |     |     |      | 12  |     |    |     |    |     |     |   |     |    |    |    |     |     |     | 13  | 134   | 8º   |

| Legenda | 1º posto        | 2º posto            | 3º posto            | A punti      | Senza punti        | Grassetto – Pole position Corsivo – Giro più veloce |
| Legenda | Gara non valida | Non qual./Non part. | Ritirato/Non class. | Squalificato | '-' Dato non disp. | Grassetto – Pole position Corsivo – Giro più veloce |